# 四川湍蛙
四川湍蛙（学名：Amolops mantzorum）为蛙科湍蛙属的两栖动物，是中国的特有物种。分布于四川、云南、甘肃等地，常见于小瀑布及急流的山溪旁。其生存的海拔范围为1000至3800米。该物种的模式产地在四川宝兴。
2017年，康定湍蛙Amolops kangtingensis 被定为四川湍蛙的同物异名。